# Bohumil Durdis
Bohumil Durdis (* 1. März 1903 in Prag; † 16. März 1983 in Kopenhagen) war ein tschechischer Gewichtheber. Er gewann bei den Olympischen Spielen 1924 in Paris eine Bronzemedaille im Gewichtheben im Leichtgewicht.

## Werdegang
Bohumil "Boža" Durdis begann nach dem Ersten Weltkrieg bei ČAK Královské Vinohrady mit dem Gewichtheben. Später wechselte er zu AFK Vršovice.
1921 belegte er bei der tschechoslowakischen Meisterschaft im Vierkampf im Leichtgewicht hinter Wagner, Pilsen und Matejczik, Prag, den 3. Platz. 1922 wurde er erstmals tschechoslowakischer Meister in der gleichen Gewichtsklasse.
1923 gelang ihm der erste große Erfolg bei einer internationalen Meisterschaft. Er belegte bei der Weltmeisterschaft in Wien im Leichtgewicht im Vierkampf mit 347,5 (75-80-75-117,5) hinter Rudolf Edinger aus Österreich und Heinrich Baumann aus Deutschland den 3. Platz.
1924 wurde er wieder tschechoslowakischer Meister und qualifizierte sich damit für die Teilnahme an den Olympischen Spielen 1924 in Paris. Er erzielte dort im Fünfkampf im Leichtgewicht 425 kg (70-82,5-72,5-90-110). Mit dieser Leistung erkämpfte er sich hinter Edmond Decottignies, Frankreich, 440 kg (70-92,5-77,5-85-115) und Anton Zwerina, Österreich, 427,5 kg (75-80-72,5-82,5-112,5) die olympische Bronzemedaille. Er war damit der erste Gewichtheber, der für die Tschechoslowakei eine olympische Medaille gewann.
1925 wurde Bohumil Durdis tschechoslowakischer Meister im Mittelgewicht. In den Jahren 1925 bis 1927 konnte er an keiner Welt- oder Europameisterschaft mehr teilnehmen, weil schlichtweg keine stattfanden. 1926 und 1927 stand er aber in einer Prager Mannschaft, die Freundschaftskämpfe gegen Wien durchführte. 1926 erzielte er dabei im Fünfkampf 475 kg (75-97,5-85-97,5-120), unterlag damit aber knapp gegen Hans Haas, der auf 482,5 kg (75-100-82,5-100-125) kam. 1927 erreichte Durdis im Fünfkampf 440 kg (70-85-80-85-120), Haas hob 475 kg (75-95-85-95-125). Diese Leistungen von Durdis und Haas, der 1928 auch Olympiasieger im Leichtgewicht wurde, waren damals absolute Welt-Spitzenleistungen.
Bei den Olympischen Spielen 1928 in Amsterdam war Bohumil Durdis nicht am Start.

## Erfolge
| Jahr | Platz  | Wettbewerb                        | Wettkampfart   | Gewichtsklasse | Ergebnisse |
| 1921 | 3.     | Tschechoslowakische Meisterschaft | Vierkampf (VK) | Leicht         | hinter Wagner, Pilsen, 312,5 kg und Matejczik, Prag |
| 1922 | 1.     | Intern. Meisterschaft von Böhmen  | Dreikampf (DK) | Leicht         | mit 245 kg (65-65-115), vor Matejczik, 212,5 kg |
| 1922 | 1.     | Tschechoslowakische Meisterschaft | VK             | Leicht         | |
| 1923 | 3.     | WM in Wien                        | VK             | Leicht         | mit 347,5 kg (75-80-75-117,5), hinter Rudolf Edinger, Österreich, 360 kg (72,5-85-90-112,5) und Heinrich Baumann, Deutschland, 350 kg (67,5-85-87,5-110)               |
| 1924 | 1.     | Tschechoslowakische Meisterschaft | VK             | Leicht         | |
| 1924 | Bronze | OS in Paris                       | Fünfkampf (FK) | Leicht         | mit 425 kg (70-82,5-72,5-90-110), hinter Edmond Decottignies, Frankreich, 440 kg (70-92,5-77,5-85-115) und Anton Zwerina, Österreich, 427,5 kg (75-80-72,5-82,5-112,5) |
| 1925 | 1.     | Tschechoslowakische Meisterschaft | FK             | Mittel         | mit 460 kg |
| 1926 | 2.     | Städtekampf Prag gegen Wien       | FK             | Leicht         | mit 475 kg (75-97,5-85-97,5-120), hinter Hans Haas, 482,5 kg (75-100-82,5-100-125)                                                                                     |
| 1927 | 2.     | Städtekampf Prag gegen Wien       | FK             | Leicht         | mit 440 kg (70-85-80-85-120), hinter Hans Haas, 475 kg (75-95-85-95-125)                                                                                               |

Erläuterungen
- Leichtgewicht, damals bis 67,5 kg, Mittelgewicht, bis 75 kg Körpergewicht
- Dreikampf (DK), bestehend aus einarmigem Reißen, einarmigem Stoßen und beidarmigem Stoßen
- Vierkampf (VK), bestehend aus einarmigem Reißen, einarmigem Stoßen, beidarmigem Drücken und beidarmigem Stoßen
- Fünfkampf (FK), bestehend aus einarmigem Reißen, einarmigem Stoßen, beidarmigem Drücken, beidarmigem Reißen und beidarmigem Stoßen
- olympischer Dreikampf (OD), bestehend aus beidarmigem Drücken, beidarmigem Reißen und beidarmigem Stoßen
- Weltrekorde wurden damals nur für die einzelnen Disziplinen, nicht aber für Mehrkampfleistungen geführt